# Ulrich Mense
Ulrich Mense (n. 29 ianuarie 1927, Rostock, Republica de la Weimar – d. 14 februarie 2003) a fost un marinar ce a reprezentat Republica Democrată Germană, medaliat olimpic. A participat la o ediție a Jocurilor Olimpice (1964) în care a câștigat o medalie de argint.

## Participări
Lista de mai jos prezintă principalele competiții la care a participat Ulrich Mense de-a lungul carierei.
- sailing at the 1964 Summer Olympics – Dragon[*]